# Tebang állomás
Tebang (Daebang) állomás a szöuli metró 1-es vonalának állomása, mely 1974-ben épült. Vasútállomásként a Kjongbu (Gyeongbu) vonalat szolgálja ki.

## Viszonylatok
| 1-es vonal                                                                                                  | 1-es vonal                                           | 1-es vonal |
| --- | ---------------------------------------------------- | --- |
| Norjangdzsin (Noryangjin) Szojoszan (Soyosan) és Kvangun (Gwangun) Egyetem, illetve Jongszan (Yongsan) felé | Kjongbu (Gyeongbu) szakasz személy- és expresszvonat | Singil Incshon (Incheon), Szodongthan (Seodongtan) vagy Sincshang (Sinchang), illetve Tongincshon (Dongncheon) és Cshonan (Cheonan) felé |
| Korail |                                                      | |
| Norjangdzsin (Noryangjin) Szöul felé                                                                        | Kjongbu (Gyeongbu) vonal                             | Singil Puszan (Busan) felé |